# Trostjanez (Pryluky, Parafijiwka)
Trostjanez (ukrainisch Тростянець; russisch Тростянец) ist eine Ansiedlung im Süden der ukrainischen Oblast Tschernihiw mit etwa 900 Einwohnern (2001).
Die erstmals 1549 schriftlich erwähnte Siedlung liegt auf 166 m Höhe 42 km südöstlich vom ehemaligen Rajonzentrum Itschnja und etwa 180 km südöstlich vom Oblastzentrum Tschernihiw. Durch Trostjanez verläuft die Territorialstraße T–25–29.
Bei der Siedlung befindet sich der 1834 von Iwan Skoropadskyj (Іван Михайлович Скоропадський; 1804–1887) begründete, 204,7 Hektar große Staatliche dendrologische Park „Trostjanez“ der Nationalen Akademie der Wissenschaften der Ukraine (Державний дендрологічний парк «Тростянець» НАН України), ein Denkmal der Landschaftsarchitektur.

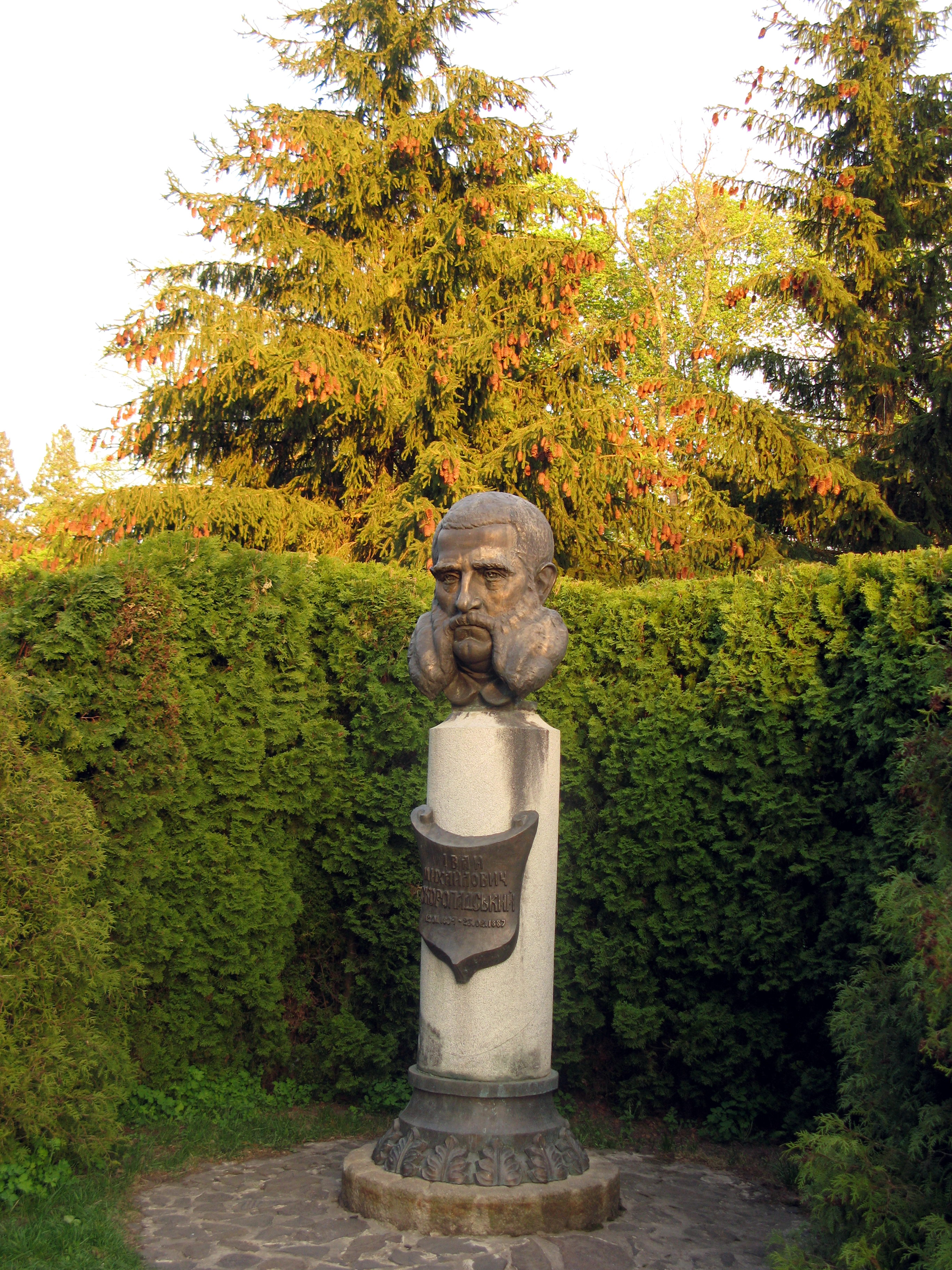
Denkmal für den Parkgründer Iwan Skoropadskyj in Trostjanez
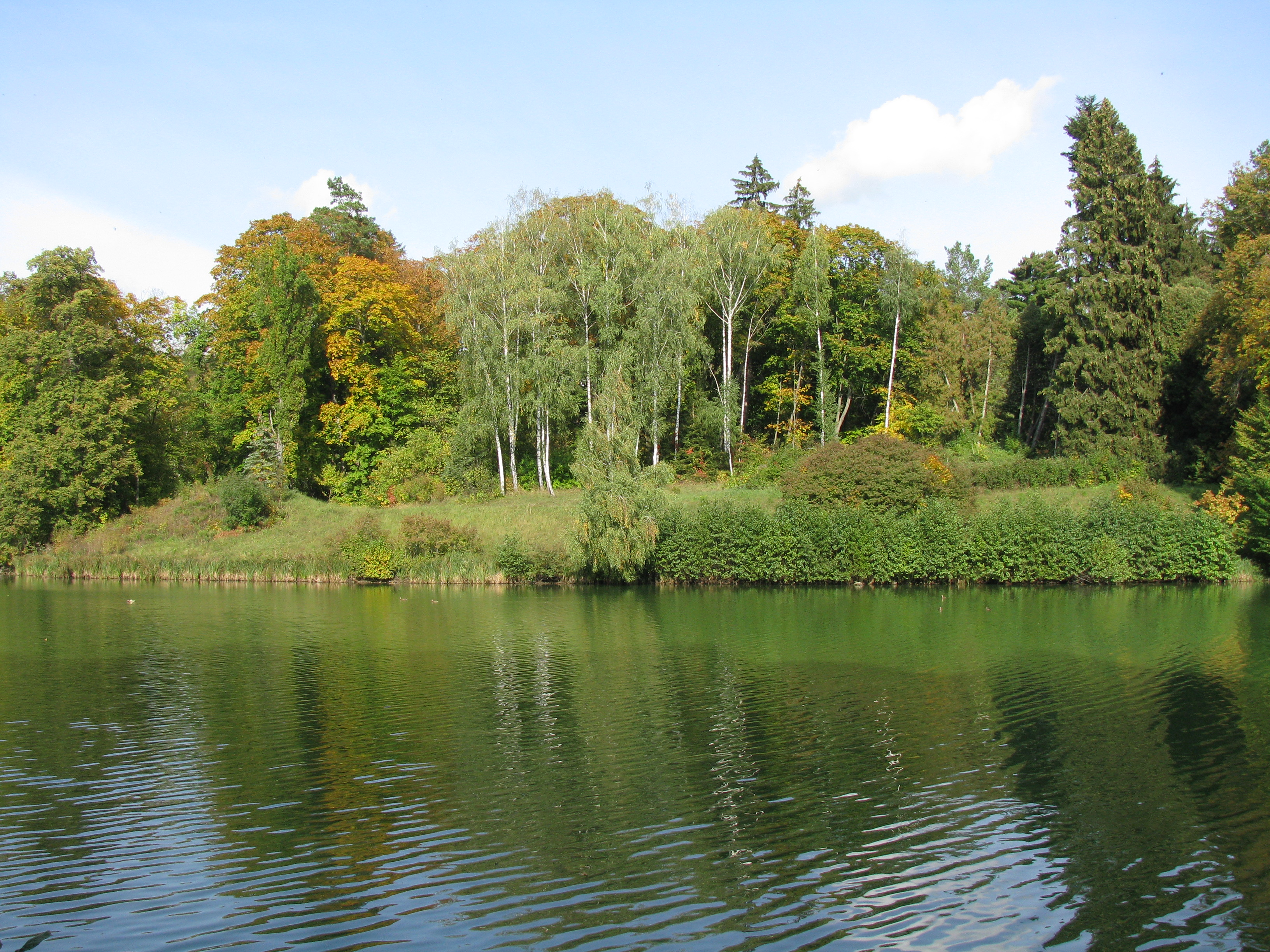
Dendrologischer Park „Trostjanez“
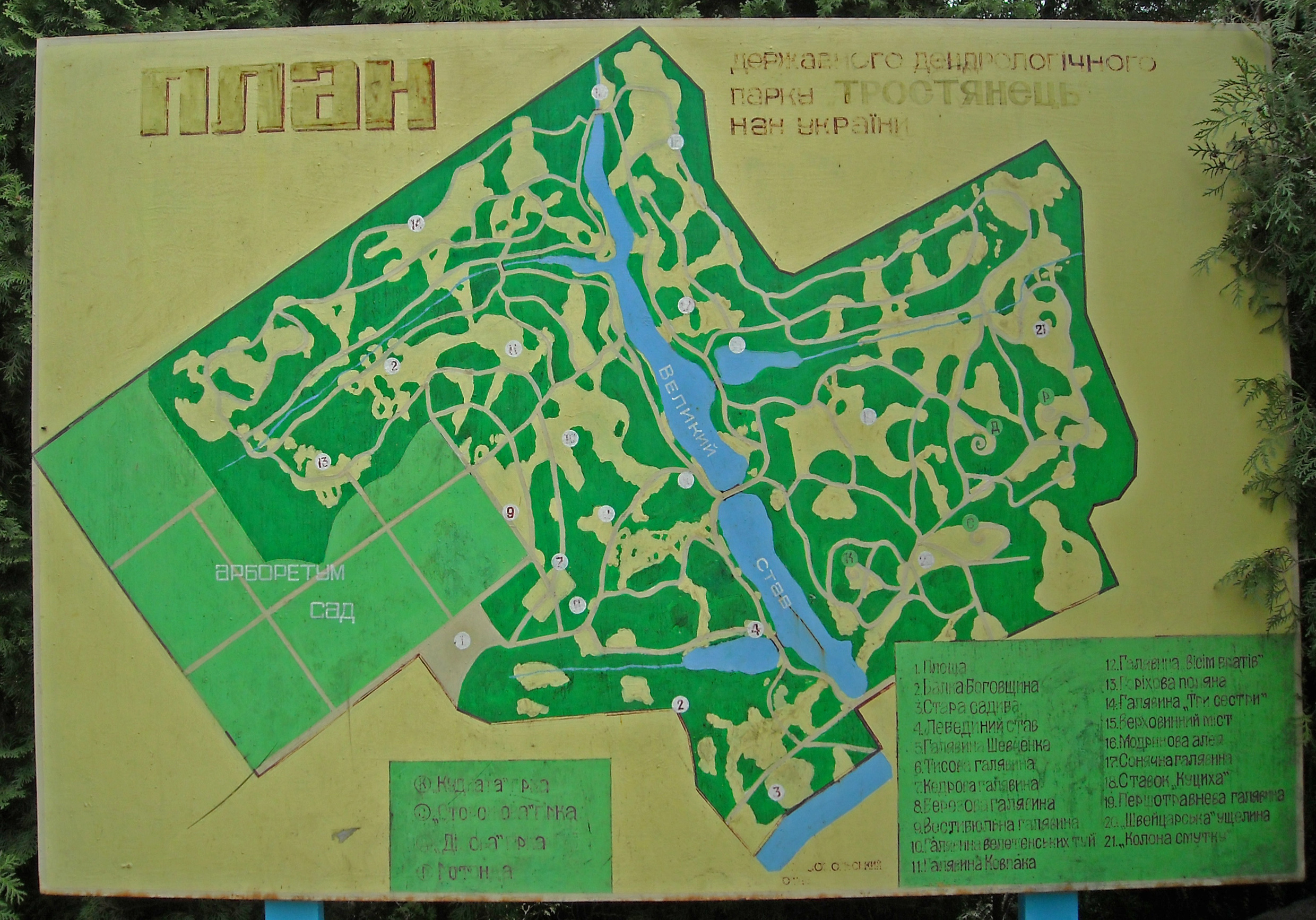
Karte des Parks

Am 12. Juni 2020 wurde die Ansiedlung ein Teil der neugegründeten Siedlungsgemeinde Parafijiwka, bis dahin bildete es zusammen mit den Dörfern Barwinkowe (Барвінкове) und Wereskuny (Верескуни) Landratsgemeinde Petruschiwka (Тростянецька сільська рада/Trostjanezka silska rada) im Osten des Rajons Itschnja.
Am 17. Juli 2020 kam es im Zuge einer großen Rajonsreform zum Anschluss des Rajonsgebietes an den Rajon Pryluky.